# Møre og Romsdal
Møre og Romsdalⓘ là một hạt ở cực bắc vùng Vestlandet của Na Uy, và giáp các hạt Sør-Trøndelag, Oppland và Sogn og Fjordane. Chính quyền hạt nằm ở Molde. Trước đây, hạt này được gọi là Romsdalen amt.
Tên gọi Møre og Romsdal được tạo ra năm 1936. Phần đầu là chỉ hai vùng Nordmøre và Sunnmøre, còn phần đuôi là tên của vùng Romsdal.
Cho đến năm 1919, hạt này được gọi là Romsdal amt. Thời kỳ 1919-1935 là Møre fylke.

## Các đô thị
Møre og Romsdal có tổng cộng 38 đô thị:
| 1. Ålesund 2. Aukra 3. Aure 4. Averøy 5. Eide 6. Fræna 7. Frei (kết hợp với Kristiansund ngày 1.1.2008) 8. Giske 9. Gjemnes 10. Halsa 11. Haram 12. Hareid 13. Herøy 14. Kristiansund 15. Midsund 16. Molde 17. Nesset 18. Norddal 19. Ørskog | 1. Ørsta 2. Rauma 3. Rindal 4. Sande 5. Sandøy 6. Skodje 7. Smøla 8. Stordal 9. Stranda 10. Sula 11. Sunndal 12. Surnadal 13. Sykkylven 14. Tingvoll 15. Tustna (now joined with Aure) 16. Ulstein 17. Vanylven 18. Vestnes 19. Volda |